# Bjergene (Møn)
 For alternative betydninger, se Bjergene. (Se også artikler, som begynder med Bjergene)
Bjergene er navnet på den den sydvestligste del af Klinteskoven ved Møns Klint, øst for Mandemarke og beliggende i Magleby Sogn. Mod syd grænser området op til Høvblege, mod nord op til Plantehaverne og mod øst Store Klinteskov.
Arealet har krydsende spalteretninger i grunden og derfor mange kløfter og høje flader. Det anvendes bl.a. som græsningsskov.
Her ligger Kongbjerg (135 m), Hvidebakke (122 m) og Rud (132 m) samt dalsænkningerne Slumrehuse og Kongens Køkken.
Området er under Klintholm gods.